# Haladasanahalli, Malavalli
Haladasanahalli là một làng thuộc tehsil Malavalli, huyện Mandya, bang Karnataka, Ấn Độ.